# Hejná
Hejná là một làng thuộc huyện Klatovy, vùng Plzeňský, Cộng hòa Séc.